# Araucariàcies
Les araucariàcies (Araucariaceae) són una família de la classe dels pinòpsids o coníferes. El nom prové del que els espanyols van donar als amerindis araucans de Xile, lloc on els europeus van veure araucàries per primera vegada.
És una família molt antiga amb una màxima diversitat als períodes del Juràssic i Cretaci. S'ha comprovat dins els excrements fossilitzats d'alguns dinosaures que aquests se n'alimentaven.
A l'hemisferi nord les araucariàcies es van extingir contemporàniament amb l'extinció dels dinosaures. Són d'araucariàcies els troncs fòssils petrificats de Hoolbrook, Arizona.

## Característiques
Les araucariàcies solen ser arbres perennes molt alts que assoleixen alçades de 60 m o més. També poden tenir diàmetres molt grans; un arbre kauri de Nova Zelanda (Agathis australis) anomenat "Tāne Mahuta" ("El senyor del bosc") mesura 45,2 m d'alçada amb un diàmetre a l'alçada del pit de 491 cm; el seu volum total de fusta es calcula que és de 516,7 m3, que la converteix en la tercera conífera més gran després de Sequoia i Sequoiadendron.

## Distribució
Fa milions d'anys les araucariàcies es trobaven distribuïdes per tot el món. Actualment se'n troben quasi exclusivament a l'hemisferi sud amb la màxima diversitat a Nova Caledònia que compta amb 18 espècies. Altres espècies de la família es troben a Amèrica del sud, Nova Zelanda Austràlia i Malàisia. El gènere Agathis és el que es troba més al nord (18 º Nord a les Filipines).

## Usos
Algunes espècies d'araucariàcies s'utilitzen en jardineria en zones de clima mediterrani i zones encara més càlides, ja que, al contrari que altres pinals, no suporten les glaçades.

## Taxonomia

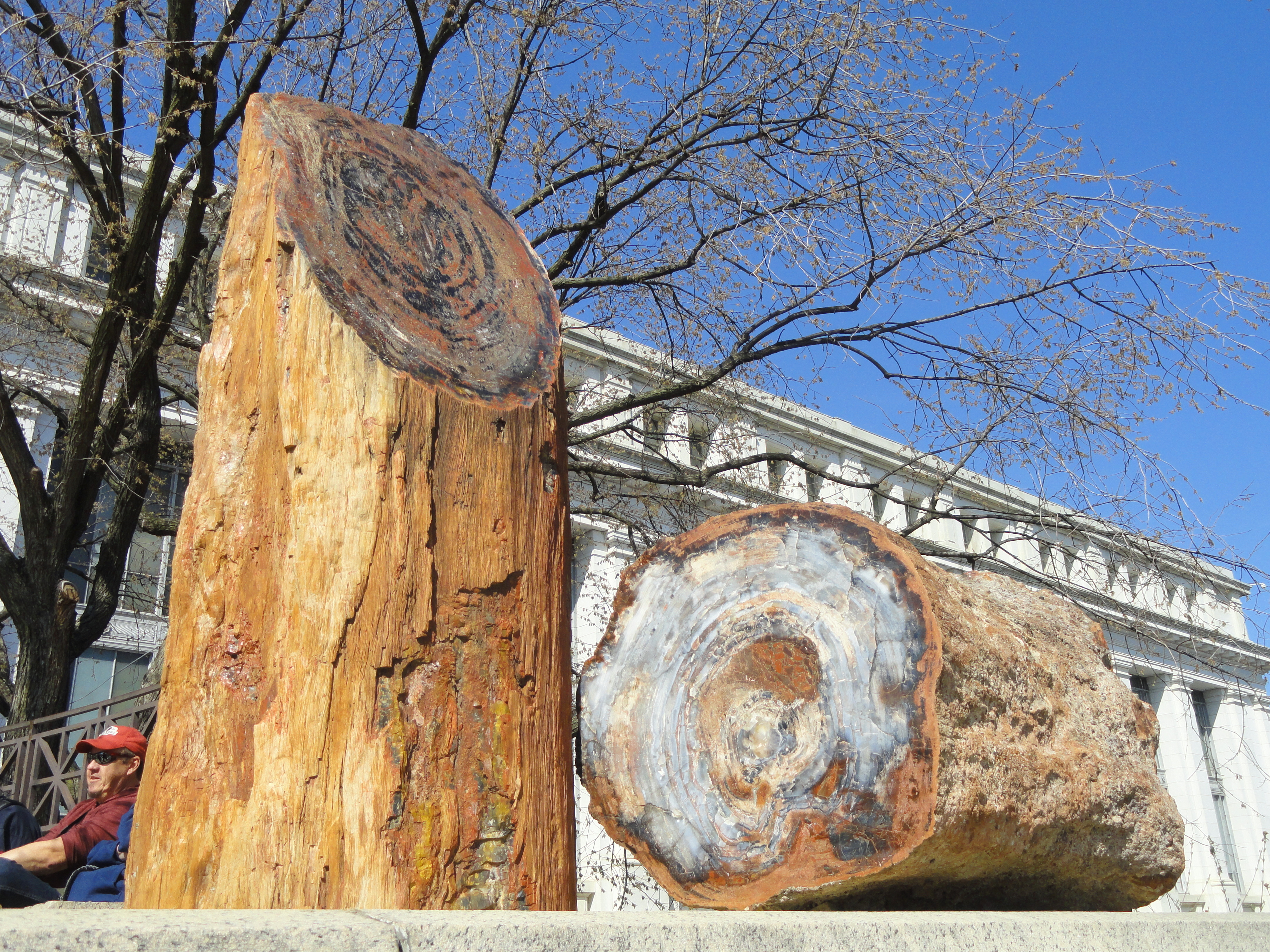
Araucarioxylon arizonicum fòssil

### Gèneres actuals[5]
Actualment hi ha 41 espècies dins de tres gèneres: 
- Agathis Salisb. (Malèsia, Austràlia i Nova Zelanda)
- Araucaria Juss.(Sud-amèrica, Austràlia, Nova Guinea, Nova Caledònia)
- Wollemia W.G. Jones, K.D. Hill & J.M. Allen (Austràlia)

### Gèneres extints[5]
- Agathis robustaAgathoxylon Hartig †

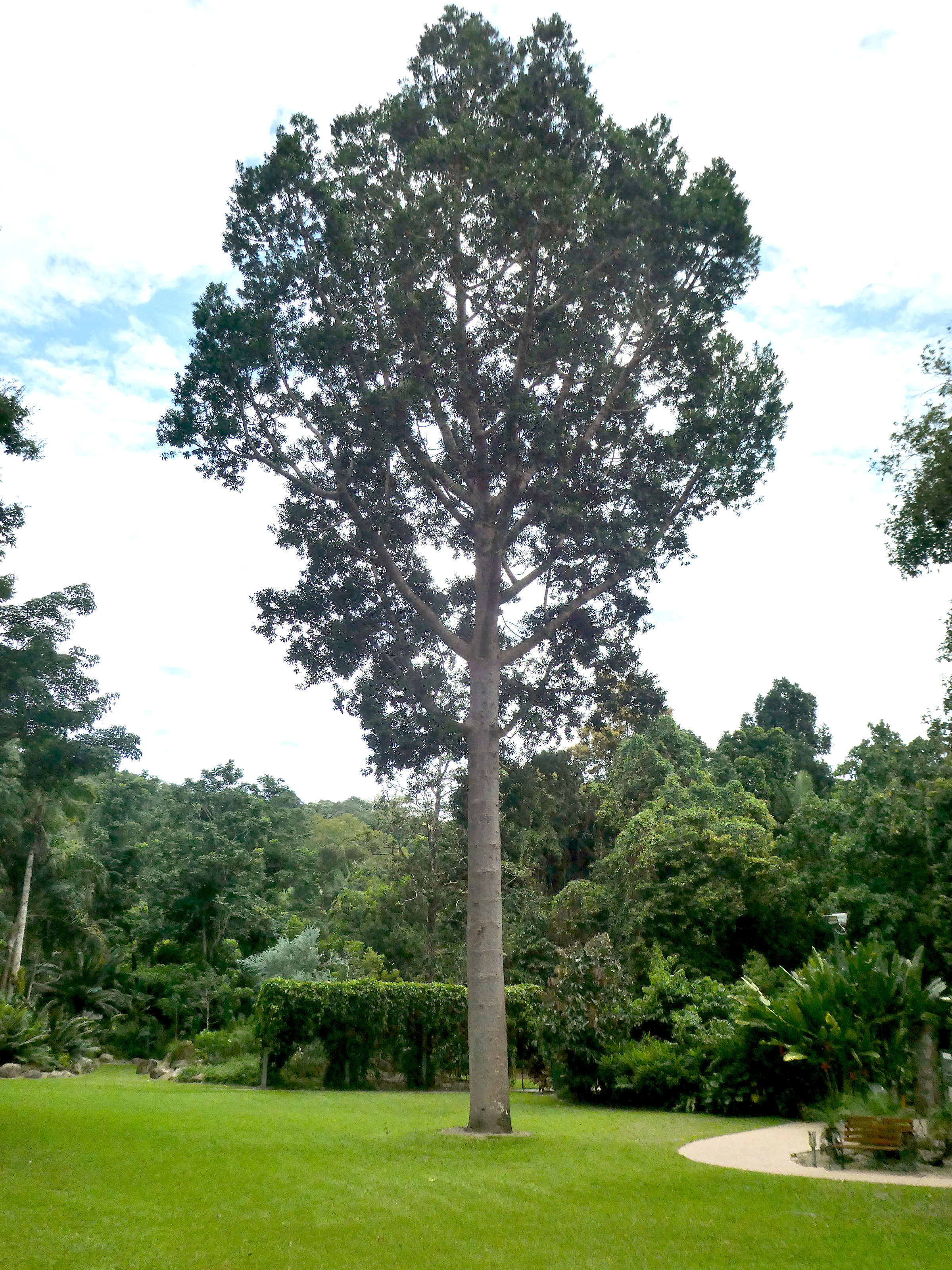
Agathis robusta

- Alkastrobus Del Fueyo et S. Archangelsky †
- Araucariacites I.C. Cookson ex R.A. Couper †
- Araucarioxylon Kraus in W.P. Schimper †
- Araucarites Endlicher †
- Balmeiopsis S. Archangelsky †
- Cheirolepidium Takhtajan ex S.J. Dijkstra †

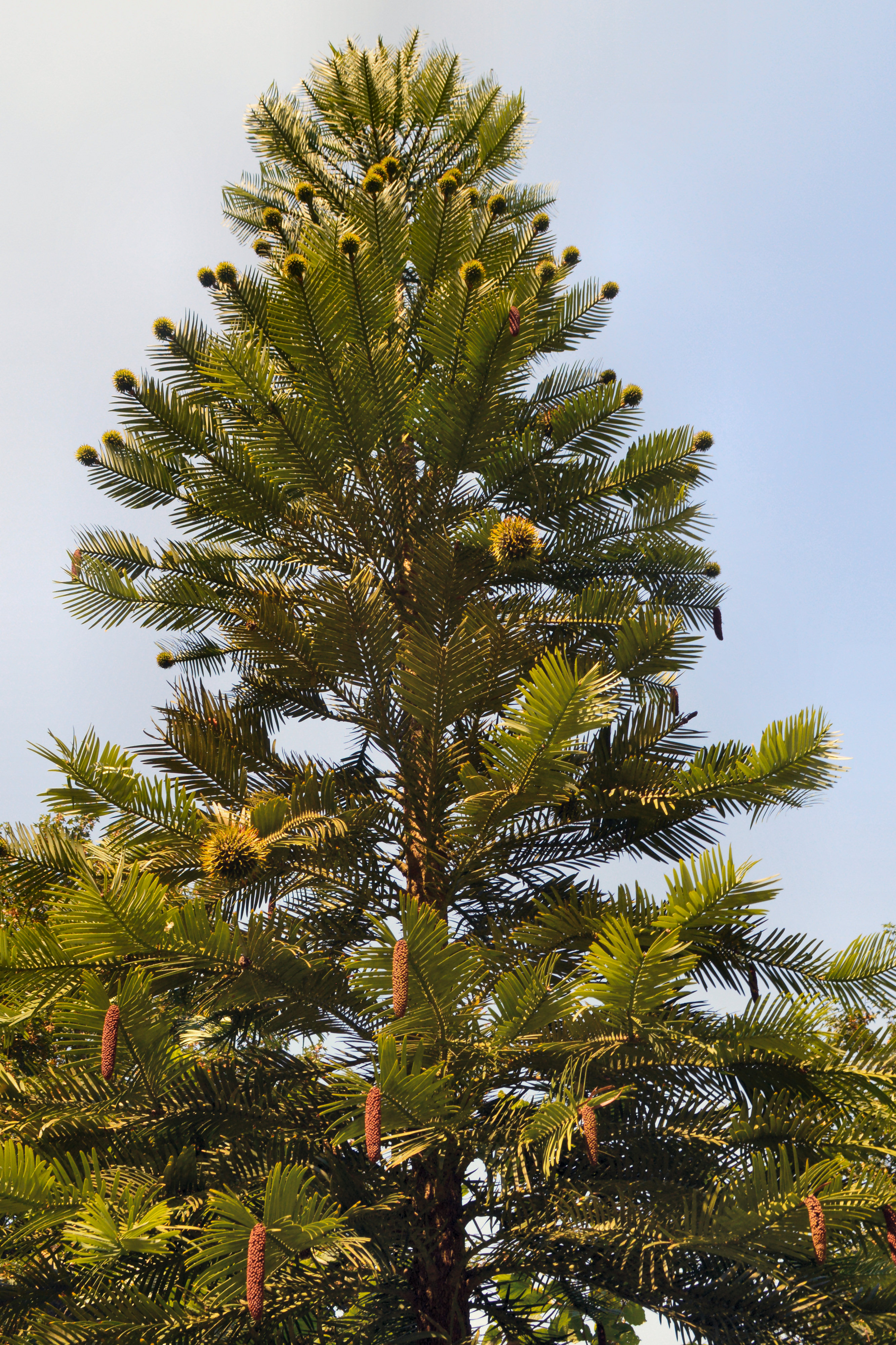
Wollemia

- Cyclusphaera W.C. Elsik †
- WollemiaDadoxylon Endlicher †
- Dammarites Presl in Sternberg †
- Pagiophyllum Heer †
- Protodammara Hollick et Jeffrey †
- Pseudoaraucaria Alvin †
- Wairarapaia Cantrill et Raine †
- Yezonia M. Stopes et Fujii †